# Сахалинская улица (Москва)
Сахали́нская у́лица — улица, расположенная в Восточном административном округе города Москвы на территории района Гольяново.

## История
Улица получила своё название 6 марта 1970 года по дальневосточному острову Сахалин в связи с расположением на востоке Москвы.

## Расположение
Сахалинская улица проходит от Уссурийской улицы на север до Курганской улицы, пересекая Камчатскую улицу. Нумерация домов начинается от Уссурийской улицы.

## Транспорт

### Автобус
По небольшому участку (между Камчатской и Курганской улицами) проходят автобусы 257, 557. На Уральской улице расположена остановка «Сахалинская улица» автобусов 223, н3.

### Метро
- Станция  Щёлковская Арбатско-Покровской линии — юго-западнее улицы, на пересечении Щёлковского шоссе с Уральской и 9-й Парковой улицами

- В начале улицы проектируется станция метро «Гольяново».